# 276975 Heller
276975 Heller este un asteroid din centura principală de asteroizi.

## Descriere
276975 Heller este un asteroid din centura principală de asteroizi. A fost descoperit pe 11 noiembrie 2004 la Piszkesteto de Krisztián Sárneczky. Asteroidul prezintă o orbită caracterizată de o semiaxă mare de 2,77 ua, o excentricitate de 0,08 și o înclinație de 9,6° în raport cu ecliptica.